# دوال، اتک
دوال (به انگلیسی: Dowal) یک منطقهٔ مسکونی در پاکستان است که در پنجاب واقع شده‌است. دوال ۳۵۳ متر بالاتر از سطح دریا واقع شده‌است.